# Adrienne Jacqueline s’ Jacob
Adrienne Jacqueline s' Jacob (* 28. Januar 1857 in Jakarta; † 19. September 1920 in Scheveningen) war eine niederländische Malerin von Blumen- und Obststillleben.

## Leben und Werk

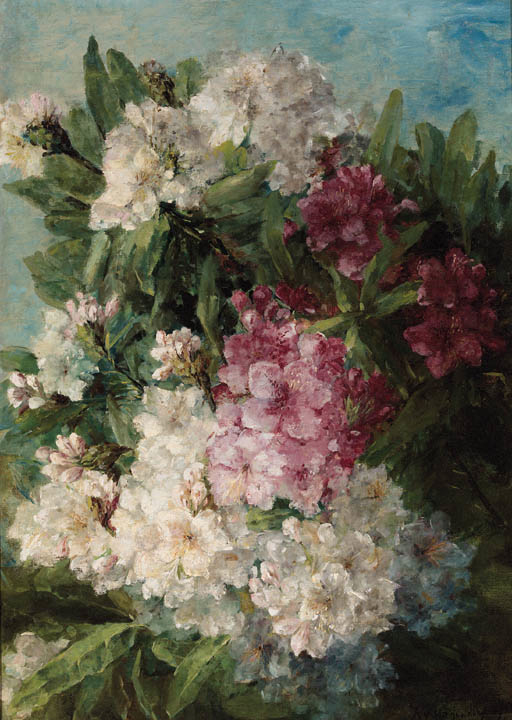
Blumenstillleben

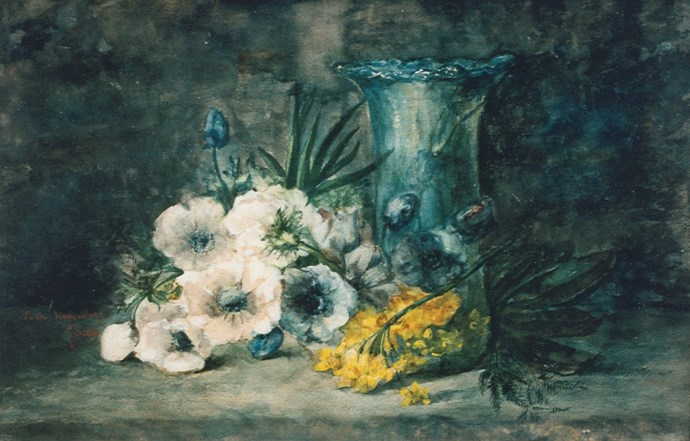
Stillleben

Adrienne Jacqueline s' Jacob wurde am 28. Januar 1857 in Jakarta geboren. Sie war die Tochter des Anwalts und späteren Kommissars des Königs von Utrecht, Eduard Herman s'Jacob, und Cornelia Govertha Elisa Lucipara de Stuers. Sie wurde von den Malern Martinus Wilhelmus Liernur, Simon van den Berg und Margaretha Roosenboom unterrichtet und war Mitglied der Künstlervereinigungen Arti et Amicitiae in Amsterdam und Pulchri Studio in Den Haag. Ihre Werke wurden zwischen 1877 und 1899 regelmäßig ausgestellt und verkauft. Ihre Arbeiten wurden noch zu Beginn des 20. Jahrhunderts ausgestellt. Sie arbeitete bis 1895 in Den Haag und dann in Scheveningen.
Am 11. Juli 1878 heiratete Adrienne Jacqueline s' Jacob in Den Haag Dirk Baron van Hogendorp, Sohn von Frederik van Hogendorp und Leopoldine Maria Gräfin von Limburg Stirum. Sie starb im September 1920 in Scheveningen. Nach ihrem Tod wurde auf ihren Wunsch hin eine Sammlung für den Verein „To the Beach“ durchgeführt, um armen Kindern unter sechs Jahren, den sogenannten Blassnasen, zu helfen, im Sommer zu Kräften zu kommen.